# Christian Aragona
Cristian Mario Luis Aragona (Buenos Aires, 19 de abril de 1972) es un exjugador de básquet argentino que se desempeñaba en la posición de base y que integró la Selección de básquetbol de Argentina.

## Carrera

### Clubes
- Actualizado hasta el 21 de diciembre de 2017.

| Club                       | País      | Año         |
| -------------------------- | --------- | ----------- |
| Club Atlético River Plate  | Argentina | 1989 - 1990 |
| Club Atlético Boca Juniors | Argentina | 1990 - 1992 |
| Ferro                      | Argentina | 1992 - 1994 |
| Club Atlético Boca Juniors | Argentina | 1994 - 1995 |
| Ferro                      | Argentina | 1995 - 1997 |
| Obras Basket               | Argentina | 1997 - 1999 |
| Belgrano de Tucumán        | Argentina | 1999 - 2000 |
| Olimpia Basketball Club    | Argentina | 2000 - 2001 |
| Club Ciclista Juninense    | Argentina | 2001 - 2002 |
| Club Atlético River Plate  | Argentina | 2002 - 2003 |

## Selección Argentina
Disputa varios torneos de menores con la selección; Sudamericano de Cadetes de 1989, Sudamericano Juvenil de 1991, Mundial Juvenil de 1991, Sudamericano Sub-22 de 1992, Panmericano Sub-22 de 1992, Sudamericano Sub-22 de 1992 y el Campeonato Mundial de Baloncesto Sub-22 Masculino de 1993. Luego debuta con la Selección Nacional (partidos oficiales) en los Juegos Panamericanos de 1995 de Mar del Plata (Argentina).

## Palmarés

### Campeonatos Selecciones
- Actualizado hasta el 21 de diciembre de 2017.

| Título            | Selección           | País      | Torneo                          |
| ----------------- | ------------------- | --------- | ------------------------------- |
| Campeón           | Selección Argentina | Argentina | Sudamericano de Cadetes de 1989 |
| Campeón           | Selección Argentina | Argentina | Sudamericano Juvenil de 1991    |
| Medalla de Bronce | Selección Argentina | Argentina | Mundial Juvenil de 1991         |
| Campeón           | Selección Argentina | Argentina | Panamericano Sub-22 de 1992     |
| Medalla de Oro    | Selección Argentina | Argentina | Juegos Panamericanos de 1995    |

### Campeonatos nacionales
- Actualizado hasta el 21 de diciembre de 2017.

| Título          | Club                      | País      | Año         |
| --------------- | ------------------------- | --------- | ----------- |
| Campeón del TNA | Belgrano de Tucumán       | Argentina | 1999 - 2000 |
| Ascenso a LNB   | Belgrano de Tucumán       | Argentina | 1999 - 2000 |
| Campeón del TNA | Club Atlético River Plate | Argentina | 2002 - 2003 |
| Ascenso a LNB   | Club Atlético River Plate | Argentina | 2002 - 2003 |

### Individuales
- Actualizado hasta el 21 de diciembre de 2017.

| Título                                                     | Club  | País      | Año  |
| ---------------------------------------------------------- | ----- | --------- | ---- |
| Juego de las Estrellas de la Liga Nacional de Básquet 1993 | Ferro | Argentina | 1993 |
| Juego de las Estrellas de la Liga Nacional de Básquet 1995 | Ferro | Argentina | 1995 |